# Painkiller (série télévisée)
Pour les articles homonymes, voir Painkiller.
Painkiller est une mini-série américaine en six épisodes d'environ 48 minutes créée par Micah Fitzerman-Blue (en) et Noah Harpster (en), et mise en ligne le 10 août 2023 sur Netflix.
La série est basée sur deux ouvrages : l'article The Family That Built an Empire of Pain de Patrick Radden Keefe (en), publié en 2017 dans le New Yorker, ainsi que du livre Pain Killer: An Empire of Deceit and the Origin of America's Opioid Epidemic de Barry Meier (en), publié en 2018.

## Synopsis
Edie Flowers, inspectrice du bureau du procureur de Virginie, zélée et au fort caractère, découvre à la fin des années 1990 les ravages de l'Oxycontin, un antalgique opiacé produit et vendu en masse par Purdue Pharma, une société pharmaceutique détenue par le Dr Richard Sackler, médecin et héritier d'Arthur Sackler, inventeur du valium et créateur du modèle de l'industrie pharmaceutique moderne. Des années plus tard, elle est interrogée sur son enquête et Flowers va révéler les stratégies marketing de Purdue Pharma pour mettre le traitement de la douleur au cœur du traitement et les mensonges élaborés autour du médicament qui ont provoqué la crise des opioïdes à travers les États-Unis. Glen Kryger, garagiste dans l'Indiana, sera une des victimes : après une grave blessure au dos, sa douleur sera traitée à l'Oxycontin et il va peu à peu sombrer dans l'addiction.

## Distribution
- Uzo Aduba (VF : Céline Ronté) : Edie Flowers
- Matthew Broderick (VF : William Coryn) : Richard Sackler
- Sam Anderson (VF : Michel Voletti) : Raymond Sackler
- Taylor Kitsch (VF : Raphaël Cohen) : Glen Kryger
- Carolina Bartczak (en) (VF : Audrey Sourdive) : Lily Kryger
- Tyler Ritter (en) (VF : Julien Debuys) : John Brownlee
- John Ales (VF : Swan Demarsan) : Dr Gregory Fitzgibbons
- Ron Lea (VF : Régis Lang) : Bill Havens
- Ana Cruz Kayne (VF : Jessica Monceau) : Brianna Ortiz
- West Duchovny (VF : Laure Sagols) : Shannon Schaeffer
- Jack Mulhern (en) (VF : Clément Corinthe) : Tyler Kryger
- Dina Shihabi (VF : Laure Filiu) : Britt Hufford
- John Rothman (VF : Philippe Catoire) : Mortimer Sackler
- John Murphy (VF : Guillaume Lebon) : Michael Friedman
- Noah Harpster (en) (VF : Benjamin Gasquet) : Dr Curtis Wright
- Darrin Baker (VF : Gérard Darier) : Dr Hartman
- Jonathan Higgins (VF : Thierry Ragueneau) : Dr Coyle
- Clark Gregg (VF : Hervé Jolly) : Arthur Sackler, Sr.
- Jamaal Grant (VF : Baptiste Marc) : Shawn Flowers, frère d'Edie Flowers
- Helen Taylor : Joan, une pharmacienne
- Johnny Sneed (VF : Stéphane Roux) : Dr Tim Cooper

 Source et légende : version française (VF) sur RS Doublage

## Production
Le tournage a commencé en avril 2021 et s'est achevé en novembre 2021. Tous les épisodes ont été réalisés par Peter Berg.

## Épisodes
1. À l'origine était le vice (The One to Start With, The One to Stay With)
2. Ceci est mon âme (Jesus Gave Me Water)
3. La Tempête du siècle (Blizzard of the Century)
4. Potentiellement (Is Believed)
5. Super chaud (Hot! Hot! Hot!)
6. Qu'y a-t-il dans un nom ? (What's in a Name?)

## Accueil
La première saison de Painkiller a reçu la note moyenne de 56/100, basée sur 26 critiques, sur le site d'agrégation Metacritic, ainsi qu'un taux d'approbation de 48% sur Rotten Tomatoes. Sur ce deuxième site, le consensus critique dit : « Painkiller rend hommage aux victimes de la crise des opioïdes avec des effets dramatiques efficaces, mais est miné par ses fioritures satiriques obsolètes, ce qui donne lieu à ratage au ton confus ».